# La doncella
La doncella (en coreano: 아가씨, romanizado Agassi) es un thriller psicológico erótico dirigido por el director surcoreano Park Chan-wook y protagonizado por Kim Min-hee, Kim Tae-ri, Ha Jung-woo y Cho Jin-woong en 2016. Está inspirada en la novela Falsa identidad de la escritora galesa Sarah Waters, con la ambientación cambiada del Reino Unido de la época victoriana a la ocupación japonesa de Corea.
La película fue seleccionada para competir por la Palma de Oro en el Festival de Cannes 2016. La película fue estrenada en Corea del Sur el 1 de junio de 2016, con gran éxito de la crítica. Acumuló unas ganancias de más de 37 millones de dólares en todo el mundo.

## Sinopsis

### Parte 1
En la Corea ocupada por los japoneses, un estafador operando bajo el sobrenombre de "Conde Fujiwara" contrata a una carterista llamada Sook-hee, de una familia de estafadores, para convertirse en una criada de la misteriosa heredera japonesa Lady Hideko, con la que Fujiwara planea casarse para robar su herencia. Sook-hee, tomando el nombre de "Tamako", entra en la casa de Hideko, la cual es controlada por su autoritario tío Kouzuki. Hideko está atormentada por el suicidio de su tía, y afirma oír su voz por la noche. Como Sook-hee e Hideko pasan mucho tiempo juntas, parecen llevarse bien, Hideko permite a Sook-hee ponerse sus vestidos y sus joyas. Hideko está preocupada por tener que casarse con Fujiwara, sus sentimientos hacia él no son muy fuertes, pero Sook-hee le hace el amor de forma apasionada, prometiéndole los mismos placeres con su nuevo marido. Sook-hee empieza a expresar su renuncia a continuar con el plan, infeliz por la atracción fingida de Fujiwara hacia Hideko. La propia Hideko siente que ella no puede continuar con el matrimonio, pero Sook-hee insiste en que lo hará, provocando que Hideko la abofetee y huya frustrada. Kouzuki deja el negocio por una semana, recordando a Hideko que "recuerde siempre el sótano." Hideko y Fujiwara huyen poco después y consuman su matrimonio, como demuestra una pequeña mancha de sangre en las sábanas de Hideko a la mañana siguiente. Después de retirar la herencia de Hideko, Sook-hee, Fujiwara e Hideko viajan al manicomio. Sook-hee piensa que el plan se acerca a su desenlace y que Hideko será ingresada, pero entonces se revela que esta última se había aliado con Fujiwara. Juntos hacen creer a los responsables del manicomio que Sook-hee es la verdadera Condesa y que en su locura cree ser una criada. Sook-hee intenta resistirse, pero finalmente es ingresada con la identidad de la Condesa.

### Parte 2
Cuando era niña, Hideko es enseñada a leer por su tía, pero cualquier error, confusión o sentimiento por cualquiera de ellos da lugar a un severo castigo físico de su tío Kouzuki. La casa de Kouzuki alberga una enorme colección de libros eróticos, que obliga a la tía de Hideko a leer para los huéspedes aristocráticos, y luego son subastados entre ellos. Incapaz de tolerar el abuso hacia su sobrina, la tía de Hideko se cuelga de un árbol de su terreno. Sin embargo, Kouzuki lleva a Hideko a su sótano, donde él da entender que asesinó a su tía después de que ella hubiera intentado huir. Mientras Hideko crece, lee los libros en el lugar de su tía. Ella fija la mirada en Fujiwara, que se presenta como un falsificador de arte que Kouzuki contrata para replicar la decoración desaparecida de sus libros. Luego se encuentra con Hideko en privado, ofreciéndola a ella una salida a su vida abusiva. Él la informa acerca de su plan: encontrar a una chica coreana pobre y analfabeta para fingir ser su criada mientras les ayuda ciegamente a los dos a casarse, y una vez que hayan reclamado la herencia, ella colocará a la criada en el lugar de Hideko y vivirá bajo su identidad.
Hideko es al principio cómplice de los planes, pero encuentra que los sentimientos por Sook-hee van creciendo con el tiempo. En la noche, Sook-hee le hace el amor a Hideko bajo el pretexto de fortalecer sus sentimientos por Fujiwara, y las dos se vuelven cada vez más inseparables, dándose cuenta de su verdadero amor de la una por la otra. Hideko se viene abajo y lamenta que no se pueda casar con Fujiwara, aunque Sook-hee le dice que ella debería hacerlo. Desgarrada por su huida y amor hacia Sook-hee, intenta colgarse del mismo árbol que su tía, pero es salvada por Sook-hee, que entre lágrimas confiesa su culpabilidad por intentar reemplazar a Hideko y robar su herencia, mientras Hideko admite su plan de colocarla en su lugar. Las dos juran vengarse tanto de Kouzuki como de Fujiwara, pero no sin antes entrar en la biblioteca de Kouzuki y destruir todos los libros que tenga en su posesión antes de marchar para casarse...

### Parte 3
Durante la cena, Fujiwara fantasea con su riqueza y su nueva vida con Hideko. Mientras tanto, Sook-hee logra escapar del manicomio desbloqueando el candado de su pie usando la horquilla que le da Bok-soon (la cuidadora de la familia de contrabandistas), que se disfraza como bombero y rescata a Sook-hee de un pequeño fuego. Esa noche, en un hotel, Hideko visita la habitación de Fujiwara intentando convencer a Fujiwara de que bebiera el vino que ella ha aderezado con un fuerte opiáceo que le dio como una forma de suicidio indoloro cuando falló su plan. Cuando Fujiwara no muestra interés en beber el vino, Hideko intenta seducir a Fujiwara. Fujiwara finalmente traga el vino e intenta violar a Hideko pero cae dormido por los efectos del opiáceo. Sook-hee y Hideko se reúnen en el hotel y lo abandonan inmediatamente, reclutando a su familia de estafadores para falsificar los pasaportes y abandonar el país con Hideko, a pesar de los esfuerzos de Kouzuki de mantenerlos en el país a través de su influencia.
Kouzuki casualmente encuentra a Fujiwara y le devuelve de regreso a su finca, torturando a Fujiwara en su bodega con su colección de herramientas de edición de libros antiguas y le presiona para obtener detalles sexuales sobre su sobrina. Fujiwara cuenta una historia falsa sobre su noche de bodas donde se revela que de verdad Hideko se había cortado la mano en un cuchillo y manchado sus propias sábanas, negándose a dormir con Fujiwara. Cuando Kouzuki presiona a Fujiwara para obtener más detalles de la falsa historia, él convence a Kouzuki para encenderle unos cigarrillos. Finalmente, seguro de que la habitación se ha saturado del humo azul procedente de sus cigarrillos, un disgustado Fujiwara se niega a dar más detalles a Kouzuki y revela que sus cigarrillos habían sido atados con mercurio y el gas tóxico dentro del humo los estaba matando ahora a ambos. Kouzuki y Fujiwara mueren antes de que Kouzuki pueda quitar el pene de Fujiwara con unas tijeras. En un transbordador a Shanghái (China), Sook-hee y Hideko celebran su victoria haciendo el amor una vez más.

## Reparto
- Kim Min-hee es Lady/Izumi Hideko
- Kim Tae-ri es Nam Sook-hee
- Ha Jung-woo es el conde Fujiwara
- Cho Jin-woong es el tío Kouzuki
- Kim Hae-sook es Madame Sasaki
- Moon So-ri es la tía de Hideko.
- Lee Yong-nyeo es Bok-soon
- Lee Dong-hwi es Goo-gai
- Jo Eun-hyung es Hideko (de joven)
- Rina Takagi es la madre de Hideko
- Han Ha-na es Junko
- Jeong Ha-dam as una criada
- Choi Byung-mo es un miembro de la audiencia durante la segunda lectura 2.[13]
- Lee Ji-ha es la dueña del Ryokan

## Estreno
En febrero de 2016, CJ Entertainment anunció que La doncella se vendió previamente a 116 países, incluyendo Amazon Studios para Estados Unidos. La película se estrenó en competencia en el Festival de Cine de Cannes 2016, donde recibió una gran ovación, y Ryu Seong-hee ganó el Premio Vulcan de la Artista Técnica por su trabajo de dirección de arte en la película. La película también se proyectó en la sección de Presentaciones especiales del Festival Internacional de Cine de Toronto 2016, donde The Playlist la nombró como una de las 15 mejores películas del festival. En Corea del Sur, la película se estrenó el 1 de junio de 2016 y vendió más de 4 millones de entradas.
En los Estados Unidos, la distribución de la película fue gestionada por Amazon Studios y Magnolia Pictures. La película se estrenó en estreno limitado en cinco cines en la ciudad de Nueva York y Los Ángeles, y se proyectó en 140 cines adicionales en las siguientes semanas. Finalmente, la película recaudó $2 millones en los Estados Unidos; la película superó a Stoker y se convirtió en la película dirigida por Park Chan-wook de mayor recaudación en los Estados Unidos. Fue lanzado en DVD en los Estados Unidos el 24 de enero de 2017 y en Blu-ray el 28 de marzo de 2017.
En el Reino Unido, la distribución de la película fue gestionada por Amazon Studios y Curzon Artificial Eye. La película recaudó más de $1,8 millones en el Reino Unido y se convirtió en la película en idioma extranjero con mayor recaudación en el Reino Unido en 2017.

## Recepción
La doncella recibió la aclamación universal de la crítica especializada. En Rotten Tomatoes, la película tiene un índice de aprobación del 95%, basado en 200 reseñas, y un puntaje promedio de 8,3/10. El consenso crítico del sitio dice: "La doncella utiliza una novela policial victoriana como inspiración para otra salida visualmente suntuosa y absorbentemente idiosincrásica del director Park Chan-wook". En Metacritic, la película tiene una puntuación promedio ponderada de 84 de 100, basada en 40 críticas, lo que indica «aclamación universal». The Economist describió la película como una obra maestra. Benjamin Lee de The Guardian lo clasificó con cuatro de cinco estrellas y lo describió como "un thriller enormemente entretenido".
Por otra parte, las numerosas escenas sexualmente explícitas de la película entre los dos personajes femeninos principales provocaron cierta controversia. Laura Miller en Slate describió las escenas como "decepcionantemente repetitivas" y presentando "clichés visuales de lesbianismo pornográfico, los cuerpos [de las actrices] ofrecidos para deleitarse con la cámara". Sin embargo, Jia Tolentino, de The New Yorker, dijo que "las mujeres saben cómo son, parece que se están comportando conscientemente la una por la otra, y Park es hábil para extraer la sensación particular de libertad tonta que se puede encontrar al representar un cliché sexual".

### Menciones especiales
La doncella apareció en numerosas listas elaboradas por críticos sobre las mejores películas del año.
| - 1.ª – Danny Bowes, RogerEbert.com - 2.ª – Dan Callahan, RogerEbert.com - 2.ª – Noel Murray & Katie Rife, The A.V. Club - 2.ª – Rob Hunter, Film School Rejects - 2.ª – Sean Mulvihill, RogerEbert.com - 2.ª – Tasha Robinson, The Verge - 2.ª – William Bibbiani, CraveOnline - 3.ª – Amy Nicholson, MTV - 3.ª – Witney Seibold, CraveOnline - 3.ª – Jen Yamato, The Daily Beast - 3.ª – James Berardinelli, Reelviews - 3.ª – Bilge Ebiri, L.A. Weekly - 4.ª – Kimberley Jones, The Austin Chronicle - 4.ª – Scott Tobias, Village Voice - 5.ª – Lean Pickett, Chicago Reader - 5.ª – Kate Taylor, The Globe and Mail - 5.ª – Josh Kupecki, The Austin Chronicle - 5.ª – Haleigh Foutch, Collider - 5.ª – Erin Whitney, ScreenCrush | - 5.ª – Peter Freeman, DC Outlook - 6.ª – Sean Axmaker, Parallax View - 6.ª – John Powers, Vogue - 6.ª – Alonso Duralde, TheWrap - 6.ª – Christy Lemire and Peter Sobczynski, RogerEbert.com - 6.ª – Mike D’Angelo & A.A. Dowd, The A.V. Club - 7.ª – Bill Goodykoontz, The Arizona Republic - 7.ª – Matt Zoller Seitz & Brian Tallerico, RogerEbert.com - 7.ª – Christopher Orr, The Atlantic - 7.ª – Steve Davis, The Austin Chronicle - 8.ª – Matt Singer, ScreenCrush - 8.ª – Ty Burr, The Boston Globe - 8.ª – Todd McCarthy, The Hollywood Reporter - 8.ª – Manohla Dargis, The New York Times - 8.ª – David Edelstein, New York Magazine - 9.ª – The Guardian - 10.ª – Marc Savlov, The Austin Chronicle - 10.ª – Dennis Dermody, Paper - Top 10 (listed alphabetically, not ranked) – Walter Addiego, San Francisco Chronicle |

En 2019, The Guardian situó La doncella en el puesto 41.º de las 100 mejores películas del siglo XXI.

## Premios
| Lista de premios y nominaciones | Lista de premios y nominaciones                | Lista de premios y nominaciones              | Lista de premios y nominaciones      | Lista de premios y nominaciones |
| Año                             | Premio                                         | Categoría                                    | Destinatario(s)                      | Resultado                       |
| ------------------------------- | ---------------------------------------------- | -------------------------------------------- | ------------------------------------ | ------------------------------- |
| 2016                            | Alliance of Women Film Journalists             | Mejor película de habla no inglesa           | Park Chan-wook                       | Ganadora                        |
| 2016                            | Austin Film Critics Association                | Mejor película                               | The Handmaiden                       | Incluida                        |
| 2016                            | Austin Film Critics Association                | Mejor director                               | Park Chan-wook                       |                                 |
| 2016                            | Austin Film Critics Association                | Mejor actriz de reparto                      | Kim Min-hee                          | Nominado                        |
| 2016                            | Austin Film Critics Association                | Mejor guion adaptado                         | Park Chan-wook y Chung Seo-kyung     | Nominado                        |
| 2016                            | Austin Film Critics Association                | Mejor fotografía                             | Chung Chung-hoon                     | Nominado                        |
| 2016                            | Austin Film Critics Association                | Mejor película extranjera                    | The Handmaiden                       | Ganadora                        |
| 2016                            | Blue Dragon Film Awards                        | Mejor película                               | The Handmaiden                       | Nominado                        |
| 2016                            | Blue Dragon Film Awards                        | Mejor director                               | Park Chan-wook                       | Nominado                        |
| 2016                            | Blue Dragon Film Awards                        | Mejor actriz                                 | Kim Min-hee                          | Ganadora                        |
| 2016                            | Blue Dragon Film Awards                        | Mejor actriz emergente                       | Kim Tae-ri                           | Ganadora                        |
| 2016                            | Blue Dragon Film Awards                        | Mejor fotografía                             | Chung Chung-hoon                     | Nominado                        |
| 2016                            | Blue Dragon Film Awards                        | Mejor dirección artística                    | Ryu Seong-hee                        | Ganadora                        |
| 2016                            | Blue Dragon Film Awards                        | Mejor música                                 | Jo Yeong-wook                        | Nominado                        |
| 2016                            | Blue Dragon Film Awards                        | Premio técnico                               | Jo Sang-kyeong (diseño de vestuario) | Nominado                        |
| 2016                            | Boston Society of Film Critics                 | Mejor fotografía                             | Chung Chung-hoon                     | Ganadora                        |
| 2016                            | Boston Society of Film Critics                 | Mejor película extranjera                    | The Handmaiden                       | Ganadora                        |
| 2016                            | Buil Film Awards                               | Mejor película                               | The Handmaiden                       | Nominado                        |
| 2016                            | Buil Film Awards                               | Mejor director                               | Park Chan-wook                       | Nominado                        |
| 2016                            | Buil Film Awards                               | Mejor actriz                                 | Kim Min-hee                          | Nominado                        |
| 2016                            | Buil Film Awards                               | Mejor actriz emergente                       | Kim Tae-ri                           | Ganadora                        |
| 2016                            | Buil Film Awards                               | Mejor fotografía                             | Chung Chung-hoon                     | Nominado                        |
| 2016                            | Buil Film Awards                               | Mejor dirección artística                    | Ryu Seong-hee                        | Ganadora                        |
| 2016                            | Buil Film Awards                               | Mejor música                                 | Jo Yeong-wook                        | Nominado                        |
| 2016                            | Buil Film Awards                               | Premio del jurado                            | Park Chan-wook                       | Ganadora                        |
| 2016                            | Busan Film Critics Awards                      | Mejor actriz emergente                       | Kim Tae-ri                           | Ganadora                        |
| 2016                            | Cannes Film Festival                           | Palme d'Or                                   | Park Chan-wook                       | Nominado                        |
| 2016                            | Cannes Film Festival                           | Queer Palm                                   | Park Chan-wook                       | Nominado                        |
| 2016                            | Cannes Film Festival                           | Premio Vulcan                                | Ryu Seong-hee                        | Ganadora                        |
| 2016                            | Chicago Film Critics Association               | Mejor película                               | The Handmaiden                       | Nominado                        |
| 2016                            | Chicago Film Critics Association               | Mejor director                               | Park Chan-wook                       | Nominado                        |
| 2016                            | Chicago Film Critics Association               | Mejor guion adaptado                         | Park Chan-wook y Chung Seo-kyung     | Ganadora                        |
| 2016                            | Chicago Film Critics Association               | Mejor fotografía                             | Chung Chung-hoon                     | Nominado                        |
| 2016                            | Chicago Film Critics Association               | Mejor película extranjera                    | The Handmaiden                       | Ganadora                        |
| 2016                            | Chicago Film Critics Association               | Mejor dirección artística                    | The Handmaiden                       | Ganadora                        |
| 2016                            | Critics' Choice Awards                         | Mejor película extranjera                    | The Handmaiden                       | Nominado                        |
| 2016                            | Dallas–Fort Worth Film Critics Association     | Mejor película extranjera                    | The Handmaiden                       | Ganadora                        |
| 2016                            | Director's Cut Awards                          | Mejor actriz                                 | Kim Min-hee                          | Ganadora                        |
| 2016                            | Director's Cut Awards                          | Mejor actriz emergente                       | Kim Tae-ri                           | Ganadora                        |
| 2016                            | Florida Film Critics Circle                    | Mejor película extranjera                    | The Handmaiden                       | Incluida                        |
| 2016                            | Florida Film Critics Circle                    | Mejor fotografía                             | Chung Chung-hoon                     | Incluida                        |
| 2016                            | Korean Association of Film Critics Awards      | Mejores 10 películas del año                 | The Handmaiden                       | Ganadora                        |
| 2016                            | Korean Association of Film Critics Awards      | Mejor fotografía                             | Chung Chung-hoon                     | Ganadora                        |
| 2016                            | IndieWire Critics Poll                         | Mejor película                               | The Handmaiden                       | Incluida                        |
| 2016                            | IndieWire Critics Poll                         | Mejor director                               | Park Chan-wook                       | Incluida                        |
| 2016                            | IndieWire Critics Poll                         | Mejor banda sonora original                  | The Handmaiden                       | Incluida                        |
| 2016                            | IndieWire Critics Poll                         | Mejor fotografía                             | The Handmaiden                       | Incluida                        |
| 2016                            | IndieWire Critics Poll                         | Mejor edición                                | The Handmaiden                       | Incluida                        |
| 2016                            | Los Angeles Film Critics Association           | Mejor diseño de producción                   | Ryu Seong-hee                        | Ganadora                        |
| 2016                            | Los Angeles Film Critics Association           | Mejor película extranjera                    | The Handmaiden                       | Ganadora                        |
| 2016                            | Melbourne International Film Festival          | Largometraje más popular                     | The Handmaiden                       | Incluida                        |
| 2016                            | New York Film Critics Online                   | Mejor película extranjera                    | The Handmaiden                       | Ganadora                        |
| 2016                            | San Diego Film Critics Society                 | Mejor película extranjera                    | The Handmaiden                       | Nominado                        |
| 2016                            | San Francisco Film Critics Circle              | Mejor guion adaptado                         | Park Chan-wook y Chung Seo-kyung     | Nominado                        |
| 2016                            | San Francisco Film Critics Circle              | Mejor película extranjera                    | The Handmaiden                       | Ganadora                        |
| 2016                            | San Francisco Film Critics Circle              | Mejor diseño de producción                   | Ryu Seong-hee                        | Ganadora                        |
| 2016                            | St. Louis Gateway Film Critics Association     | Mejor diseño de producción                   | Ryu Seong-hee                        | Ganadora                        |
| 2016                            | St. Louis Gateway Film Critics Association     | Mejor película extranjera                    | The Handmaiden                       | Incluida                        |
| 2016                            | Toronto Film Critics Association               | Mejor película extranjera                    | The Handmaiden                       | Incluida                        |
| 2016                            | Vancouver Film Critics Circle                  | Mejor película extranjera                    | The Handmaiden                       | Nominado                        |
| 2016                            | Washington D. C. Area Film Critics Association | Mejor película extranjera                    | The Handmaiden                       | Nominado                        |
| 2016                            | Women Film Critics Circle                      | Mejor película extranjera de o sobre mujeres | The Handmaiden                       | Ganadora                        |
| 2017                            | Asian Film Awards                              | Mejor actriz de reparto                      | Moon So-ri                           | Ganadora                        |
| 2017                            | Asian Film Awards                              | Mejor revelación                             | Kim Tae-ri                           | Ganadora                        |
| 2017                            | Asian Film Awards                              | Mejor guion                                  | Park Chan-wook y Chung Seo-kyung     | Nominado                        |
| 2017                            | Asian Film Awards                              | Mejor diseño de producción                   | Ryu Seong-hee                        | Ganadora                        |
| 2017                            | Asian Film Awards                              | Mejor editor                                 | Kim Jae-bum y Kim Sang-bum           | Nominado                        |
| 2017                            | Asian Film Awards                              | Mejor diseño de vestuario                    | Jo Sang-kyeong                       | Ganadora                        |
| 2017                            | Baeksang Arts Awards                           | Grand Prize                                  | Park Chan-wook                       | Ganadora                        |
| 2017                            | Baeksang Arts Awards                           | Mejor película                               | The Handmaiden                       | Nominado                        |
| 2017                            | Baeksang Arts Awards                           | Mejor director                               | Park Chan-wook                       | Nominado                        |
| 2017                            | Baeksang Arts Awards                           | Mejor actriz                                 | Kim Min-hee                          | Nominado                        |
| 2017                            | Baeksang Arts Awards                           | Mejor actor de reparto                       | Cho Jin-woong                        | Nominado                        |
| 2017                            | Baeksang Arts Awards                           | Mejor actriz emergente                       | Kim Tae-ri                           | Nominado                        |
| 2017                            | Baeksang Arts Awards                           | Mejor guion                                  | Park Chan-wook y Chung Seo-kyung     | Nominado                        |
| 2017                            | Chunsa Film Art Awards                         | Mejor director                               | Park Chan-wook                       | Nominado                        |
| 2017                            | Chunsa Film Art Awards                         | Mejor actriz                                 | Kim Min-hee                          | Nominado                        |
| 2017                            | Chunsa Film Art Awards                         | Mejor actriz emergente                       | Kim Tae-ri                           | Nominado                        |
| 2017                            | Chunsa Film Art Awards                         | Premio técnico                               | Ryu Sung Hee                         | Nominado                        |
| 2017                            | Chunsa Film Art Awards                         | Premio técnico                               | Jung Jung Hoon                       | Nominado                        |
| 2017                            | Dorian Awards                                  | Director del año                             | Park Chan-wook                       | Nominado                        |
| 2017                            | Dorian Awards                                  | Película de lengua extranjera del año        | The Handmaiden                       | Ganadora                        |
| 2017                            | Dorian Awards                                  | Película LGBTQ del año                       | The Handmaiden                       | Nominado                        |
| 2017                            | Dorian Awards                                  | Película visualmente llamativa del año       | The Handmaiden                       | Nominado                        |
| 2017                            | Houston Film Critics Society                   | Mejor película                               | The Handmaiden                       | Nominado                        |
| 2017                            | Houston Film Critics Society                   | Mejor película extranjera                    | The Handmaiden                       | Ganadora                        |
| 2017                            | National Board of Review                       | 5 mejores películas extranjeras              | The Handmaiden                       | Ganadora                        |
| 2017                            | National Society of Film Critics               | Mejor película extranjera                    | The Handmaiden                       | Incluida                        |
| 2017                            | Online Film Critics Society                    | Mejor película                               | The Handmaiden                       | Nominado                        |
| 2017                            | Online Film Critics Society                    | Mejor película extranjera                    | The Handmaiden                       | Ganadora                        |
| 2017                            | Satellite Awards                               | Mejor película extranjera                    | The Handmaiden                       | Nominado                        |
| 2017                            | Saturn Awards                                  | Mejor película internacional                 | The Handmaiden                       | Ganadora                        |
| 2017                            | Saturn Awards                                  | Mejor diseño de vestuario                    | Jo Sang-kyeong                       | Nominado                        |
| 2017                            | Seattle Film Critics Society                   | Mejor película del año                       | The Handmaiden                       | Nominado                        |
| 2017                            | Seattle Film Critics Society                   | Mejor película extranjera                    | The Handmaiden                       | Nominado                        |
| 2017                            | Seattle Film Critics Society                   | Mejor diseño de producción                   | Ryu Seong-hee                        | Ganadora                        |
| 2017                            | Seattle Film Critics Society                   | Mejor diseño de vestuario                    | Jo Sang-kyeong                       | Ganadora                        |
| 2018                            | British Academy Film Awards                    | Mejor película de habla no inglesa           | Park Chan-wook y Syd Lim             | Ganadora                        |
| 2018                            | Empire Awards                                  | Mejor thriller                               | The Handmaiden                       | Nominado                        |
| 2018                            | London Film Critics Circle Awards              | Película extranjera del año                  | The Handmaiden                       | Nominado                        |